# Sylvester McCoy
Sylvester McCoy (nacido Percy James Patrick Kent-Smith; Dunoon, Escocia, 20 de agosto de 1943) es un actor escocés. Empezó su carrera como cómico callejero y actuó regularmente en el teatro y en la emisora BBC Children's en los años 1970 y 1980, pero se le conoce principalmente por interpretar a la séptima encarnación del Doctor en la longeva serie de ciencia ficción Doctor Who, entre 1987 y 1989, siendo ésta la última encarnación del personaje en la serie clásica, así como en la película para televisión de 1996.

## Biografía

### Primeros años
Su nombre real es Percy James Patrick Kent-Smith, y nació en Dunoon, en Escocia, en la península de Cowal, de madre irlandesa y padre inglés. Su padre murió en batalla en la Segunda Guerra Mundial un mes antes de que él naciera.
Fue criado principalmente en Dublín. En su juventud, se preparó para el sacerdocio, pero abandonó esa idea y pasó tiempo trabajando en el negocio de los seguros. Trabajó en la taquilla del Roundhouse por un tiempo, donde fue descubierto por el actor Ken Campbell. Actualmente reside en Londres.

### Arranque de su carrera
Alcanzó notoriedad como miembro de la compañía The Ken Campbell Roadshow. Su número más conocido era el que hacía como un personaje «especialista» llamado «Sylveste McCoy» en una obra titulada Una tarde con Sylveste McCoy (el nombre fue inventado por el actor Brian Murphy, también parte de la compañía Roadshow en esa época), donde entre otros números se introducía un tenedor y clavos por la nariz o sacaba hurones por sus pantalones, o se prendía fuego a la cabeza. Como una broma, en los programas se decía que Sylveste McCoy era interpretado por «Sylveste McCoy», y, cuando un crítico no entendió la broma y creyó que Sylveste McCoy era una persona real, Kent-Smith decidió adoptarlo como su nombre artístico. Unos años más tarde, McCoy añadió una «r» al final de «Sylveste».
Apariciones notables en televisión antes de conseguir el papel del Doctor incluyen personajes en Vision On, Jigsaw y Tiswas. También apareció en la serie de la BBC Eureka. En el teatro también interpretó a dos estrellas famosas del cine, Stan Laurel y Buster Keaton. Apareció como Henry Birdie Bowers en el serial de 1985 The Last Place on Earth. McCoy también tuvo un pequeño papel cinematográfico en Drácula (1979) junto a Laurence Olivier y Donald Pleasence, y ha cantado con la Welsh National Opera.

### Doctor Who(1987-1989, 1993 y 1996)
McCoy se convirtió en la séptima encarnación del protagonista de la serie Doctor Who en 1987 sucediendo al anterior actor, Colin Baker. Permaneció en la serie hasta su cancelación en 1989. Como Colin Baker rechazó rodar la escena de la regeneración, McCoy tuvo que llevar durante unos segundos una peluca y aparecer como el sexto Doctor en esa escena. Interpretó también al doctor en el especial benéfico de 1993 Dimensions in Time, y una vez más en 1996 al principio de la película para televisión que protagonizaba Paul McGann como el octavo Doctor.
En su primera temporada, McCoy, un actor cómico, representó al personaje con un cierto grado de humor clown, pero el guionista Andrew Cartmel pronto lo cambió cuando los fans protestaron al ver que el personaje y las tramas se iban haciendo cada vez más intrascendentes. Entonces, el séptimo Doctor evolucionó a una figura mucho más oscura que ninguna de las encarnaciones anteriores, manipulando a la gente como piezas de ajedrez y siempre con el aire de que estaba jugando un juego mucho más profundo. Una marca distintiva de la interpretación de McCoy fue su forma de hablar. Usó su acento natural escocés, alargando las erres. Al principio usaba proverbios y dichos adaptándolos a sus propios fines, aunque esta característica se eliminó en la etapa oscura de su personaje.
McCoy fue el último actor principal cuyo rostro aparecía en la cabecera de inicio de Doctor Who. Volvería a interpretar al séptimo Doctor en una serie de dramatizaciones en audio de Big Finish Productions. McCoy interpretó también al séptimo Doctor en 1997, grabando voces para el videojuego Doctor Who: Destiny of the Doctors. En 1990, los lectores del Doctor Who Magazine votaron a McCoy como el «Mejor Doctor», quitándole por una vez el puesto al favorito permanente, Tom Baker.

### Carrera trasDoctor Who
En 1988, compaginándolo con Doctor Who, McCoy presentó un programa infantil en la BBC titulado What's Your Story? en el cual los espectadores debían llamar para sugerir continuaciones para una serie. Entre otros papeles de televisión tras Doctor Who, McCoy ha interpretado a Michael Sams en el telefilme de 1997 Beyond Fear estrenado en la noche inaugural del canal británico Five.
También ha tenido una intensa carrera en el teatro en funciones muy diversas, desde pantomima hasta Molière. Interpretó a Grandpa Jock en A Satire of the Four Estaites (1996) en el Festival de Edimburgo, y apareció en la serie de comedia macabra de BBC Radio 4 titulada The Cabaret of Dr. Caligari.
A principios de los años 1990, McCoy fue elegido para el papel del gobernador Swann en una adaptación de Piratas del Caribe que Steven Spielberg planeaba dirigir, pero la Disney denegó el permiso para hacer esta película. También fue la segunda opción para el papel de Bilbo Bolsón en la trilogía de El Señor de los Anillos de Peter Jackson. En 1991, presentó un video documental sobre Doctor Who titulado The Hartnell Years mostrando una selección de episodios de las historias perdidas de la era del Primer Doctor, William Hartnell.
En el escenario ha aparecido interpretando al sheriff de Nottingham en una versión musical de Robin Hood con canciones del compositor y letrista británico Laurence Mark Wythe en el Teatro Broadway de Lewisham, en Londres. También apareció en una adaptación de la BBC de Tom Jones

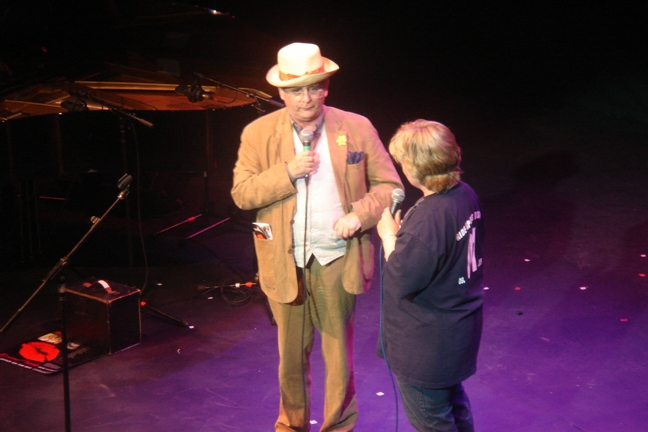
McCoy con Sandi Toksvig en The Lovely Russell Concert en junio de 2008.

McCoy ha aparecido con la Royal Shakespeare Company en una dramatización de El león, la bruja y el armario y como bufón en El rey Lear junto a Ian McKellen, interpretación en la que haría uso de su habilidad para hacer música con cucharas. Esta producción de la RSC se representaría en Australia y Nueva Zelanda en 2007, y en el New London Theatre desde finales de 2007 hasta enero de 2008. Volvería a hacer el papel en el telefilme de 2008 El rey Lear.
También ha hecho apariciones como actor invitado en las series de televisión The Bill, Still Game o Casualty. También apareció en la telenovela de la BBC Doctors, interpretando a un actor que interpretaba a un héroe viajero en el tiempo en una serie para niños titulada The Amazing Lollipop Man, un papel que fue escrito a modo de homenaje a él.

### Proyectos recientes
McCoy acaba de rodar en Nueva Zelanda la trilogía de El hobbit, dirigida por Peter Jackson, en la que interpreta al mago Radagast, trabajando de nuevo junto a su compañero de El rey Lear, Ian McKellen, que repite su papel de Gandalf de la trilogía de El Señor de los Anillos. Aunque el personaje de Radagast sólo es mencionado por otros personajes en la novela El hobbit, y es sólo un personaje menor en El Señor de los Anillos, McCoy declaró que el papel ha sido expandido para las películas, y que se trata de mucho más que un simple «cameo». Su compañero Christopher Lee, declaró que Radagast iba a tener «un papel considerablemente importante» en las tres películas.
En Un viaje inesperado, Radagast tiene un pequeño pero importante papel; después de curar a un erizo moribundo, sospecha que algún espíritu malvado está invadiendo el bosque, y con ayuda de los pájaros espías que tiene en su cabeza, va a dar a Dol Guldur, en donde descubre la malvada presencia del Nigromante y avisa a Gandalf del peligro, y le da la daga del Rey Brujo como prueba. Después, cuando la compañía de Thorin es perseguida por huargos, Radagast ofrece su ayuda distrayendo a los trasgos mientras los enanos, el hobbit y el mago gris huyen.
No vuelve a aparecer hasta las segunda y tercera películas de la entrega, La desolación de Smaug y La batalla de los Cinco Ejércitos, teniendo, tal como en la primera, papeles pequeños pero importantes.
En 2017 aparece en la serie Sense8 interpretando al profesor Hoy

## Filmografía
- Drácula (1979), como Walter
- Doctor Who: la película (telefilme, 1996), como Séptimo Doctor
- Beyond Fear (telefilme, 1997), como Michael Sams
- El rey Lear (telefilme, 2008), como el bufón
- El hobbit: un viaje inesperado (2012), como Radagast
- El hobbit: la desolación de Smaug (2013), como Radagast
- The Christmas Candle (2013), como Edward Haddington
- El hobbit: la batalla de los Cinco Ejércitos (2014), como Radagast
- The Seventeenth Kind (2014), como Rusty
- Sense8 (2016) como "El viejo de Hoy"
- The Owners (2020) como el médico Huggins
- La familia Monster (2022) como Igor[11]